# Rudolf Weyrich
Rudolf Weyrich (19. ledna 1894 Witten – 14. května 1971 Bonn) byl německý matematik a učitel.

## Život
Rudolf Weyrich navštěvoval v letech 1903 až 1904 vyšší reálnou školu ve Vratislavi a od roku 1904 do roku 1912 vyšší reálku ve Freiburgu ve Slezsku. Od letního semestru roku 1912 do zimního semestru školního roku 1913/14 studoval na Vratislavské univerzitě, v letním semestru roku 1914 navštěvoval matematické přednášky na univerzitě v Rostocku. V srpnu roku 1914 nastoupil jako jednoroční dobrovolník do armády. V bitvě u Brzezin byl zraněn a následně přišel o zrak v levém oku. Na univerzitu do Vratislavi se mohl vrátit až na počátku roku 1919, ale v důsledku zhoršenému zdravotnímu stavu musel studium na půl roku přerušit.
V létě roku 1921 složil Weyrich zkoušku učitelské způsobilosti pro matematiku, fyziku a chemii. V témže roce obhájil u Adolfa Knesera a Friedricha Schura disertační práci Beiträge zur Theorie der Kurven konstanter geodätischer Krümmung auf krummen Flächen. Jako hlavní obor rigorózní zkoušky si zvolil matematiku a za vedlejší fyziku a chemii. Promován byl více než rok a půl po vykonání zkoušek a po obhajobě disertační práce 23. prosince 1922.
Od zimního semestru roku 1921/22 působil Weyrich jako asistent teoretické fyziky na Univerzitě Marburg, kde se na jaře roku 1923 habilitoval pro matematiku a matematickou fyziku. Jeho habilitační práce měla název Über Nullösungen in der Variationsrechnung.
Od 13. prosince 1924 byl pověřen suplováním matematiky na Německé vysoké škole technické v Brně a 29. prosince 1925 byl jmenován mimořádným profesorem. Přitom nadále suploval neobsazenou druhou stolici. 13. února 1930 byl jmenován řádným profesorem. Po smrti Emila Waelsche (1927) byl pověřen suplováním přednášek z deskriptivní geometrie. Obdobně tomu bylo po odchodu Josefa Kramese do Grazu (1932). Na konci 30. let se uvažovalo o Weyrichově jmenování profesorem matematiky na Univerzitě Jeně. Weyrich v Brně ale nakonec zůstal až do roku 1945, kdy byl vyhnán při vysidlování Němců z Československa. 28. srpna 1941 byl jmenován doživotním řádným profesorem.
V letech 1945 až 1947 žil u svých příbuzných ve Stolbergu v Porýní. Během tohoto období nevyučoval ani neměl stálé zaměstnání. V letech 1948 až 1950 byl docentem na technice v Braunschweigu. V období od 16. října 1950 do 1. červenec 1958 byl řádným profesorem na Istanbulské univerzitě. Do Istanbulu se pak ještě dvakrát vrátil. Poprvé tam byl od dubna do července roku 1959 a pak ještě v zimním semestru školního roku 1962/63. Istanbulská univerzita mu 22. dubna 1963 udělila čestný doktorát. Po svém návratu z Turecka již v Braunschweigu neučil.
Značná část Weyrichových prací se zabývá fyzikálními problémy z oblasti elektromagnetismu. Weyrich byl dokonce držitelem patentu na speciální za
řízení pro příjem a vysílání elektromagnetických vln. I jeho matematické práce jsou věnovány problémům, které vychází bezprostředně z řešení fyzikálních otázek. Je tomu rovněž v případě monografie Die Zylinderfunktionen und ihre Anwendungen, která vyšla v roce 1937 v nakladatelství Teubner.
V roce 1932 byl pozván jako řečník na sraz Mezinárodního kongresu matematiků v Curychu.

## Publikace
- Beiträge zur Theorie der Kurven konstanter geodätischer Krümmung auf krummen Flächen. 1923
- Zur Theorie der Ausbreitung elektromagnetischer Wellen längs der Erdoberfläche. 1928
- Über das Strahlungsfeld einer endlichen Antenne zwischen zwei vollkommen leitenden Ebenen. 1929
- Bemerkungen zu den Arbeiten „Zur Theorie der Ausbreitung elektromagnetischer Wellen längs der Erdoberfläche und Über das Strahlungsfeld einer endlichen Antenne zwischen zwei vollkommen leitenden Ebenen. 1931
- Über einige Randwertprobleme, insbesondere der Elektrodynamik. 1935
- Die Zylinderfunktionen und ihre Anwendungen. 1937